# Sülysáp
Sülysáp [šyjšáp] je město v Maďarsku v župě Pest v okrese Nagykáta.
Má rozlohu 47,33 km² a v roce 2015 zde žilo 8212 obyvatel. V roce 2007 byla obec přeřazena z okresu Monor.

## Historie
Obec poprvé vznikla v roce 1950 po sloučení vesnic Tápiósüly a Tápiósáp. O čtyři roky později se rozdělily. V roce 1970 se však opět sloučily.

### Süly
První zmínka pochází z roku 1259, kdy je ves uváděna pod jménem Sul, od roku 1276 se o vesnici mluví jako o Sulu. Mezi 1279 a 1280 se objevuje jméno Suul. V roce 1283 se nazývá Swl a od roku 1312 byla opět psaná jako Sul.

### Sáp
První zmínka o obci pochází z roku 1279. Tehdy je uváděna pod jménem Saap. Vlastníkem byl János Sápi.
Narodil se zde maďarský herec Ádám Szirtes.